# جراحة الأعصاب
جراحة الأعصاب أو الجراحة العصبية (بالإنجليزية: neurosurgery)‏ هو تخصص دقيق من تخصصات الطب. ويُعنى بأمراض الجهاز العصبي المركزي والجهاز العصبي المحيطي وعلاجها بالتدخل الجراحي ويسمى المتخصص بهذا التخصص جراح مخ وأعصاب. يحتاج المتخرج من كلية الطب إلى التدريب لمدة 6 سنوات على الأقل في مركز متخصص للحصول على زمالة جراحة المخ والأعصاب.

## علم الأمراض العصبية
علم الأمراض العصبية هو التخصص المعني بدراسة علم الأمراض الذي يركز على أمراض الدماغ، والنخاع الشوكي والنسج العصبية. يشمل هذا الجهاز العصبي المركزي والجهاز العصبي المحيطي. يأتي تحليل النسج من الخزعات الجراحية أو تشريح الجثة التالي للوفاة. تشمل العينات النسيجية الشائعة كلًا من الألياف العضلية والنسج العصبية. تضم تطبيقات علم الأمراض العصبية الشائعة دراسة العينات النسيجية لدى المرضى المصابين بمرض باركنسون، ومرض آلزهايمر، والخرف، وداء هنتنغتون، والتصلب الجانبي الضموري، والأمراض المتقدرية وغيرها من الاضطرابات المتميزة بتدهور عصبي في الدماغ أو النخاع الشوكي.

### لمحة تاريخية
على الرغم من دراسة علم الأمراض على مر آلاف السنين، لم يركز الطب على أي نهج مستند إلى الأعضاء والنسج فيما يتعلق بأمراض النسج حتى المئة سنة القليلة الماضية. في عام 1810، بدأ توماس هودجكن البحث في النسج التالفة لإيجاد المسبب. تزامن ذلك مع ظهور المجهرية إذ بدأ الفهم الحالي لكيفية دراسة النسج في الجسم البشري.

## التخدير العصبي
التخدير العصبي هو أحد مجالات علم التخدير المركزة على الجراحة العصبية. لا يُستخدم التخدير خلال جراحة الدماغ الوسطى أو «الواعية». تتميز جراحة الدماغ الواعية بالمحافظة على وعي المريض حتى منتصف العملية الجراحية ثم تهدئته مع بدء نهايتها. يُستخدم هذا الإجراء في حالات عدم وضوح حدود الورم ورغبة الجراح في تحديد مدى غزوه للمناطق الحرجة من الدماغ، التي تشمل العديد من الوظائف مثل الكلام، والمعرفة، والرؤية والسمع. يُستخدم الإجراء أيضًا في حالات مكافحة الجراح لنوبات الصرع.

### لمحة تاريخية
مارست حضارة الإنكا في أمريكا الجنوبية أحد أشكال التخدير العصبي أثناء نقب الجمجمة. شملت هذه العمليات أوراق الكوكا ونباتات الداتورا بهدف تدبير الألم أثناء فتح جمجمة الفرد باستخدام أدوات بدائية كليلة. في عام 400 قبل الميلاد، أجرى الطبيب أبقراط تجاربه حول استخدام الأنواع المختلفة للنبيذ في تهدئة المرضى أثناء نقب الجمجمة. في عام 60 بعد الميلاد، قدّم الطبيب والصيدلي وعالم النبات ديسقوريدوس شرحًا تفصيليًا حول استخدام الماندريك، والهينبان، والأفيون والكحول في تحريض النوم لدى المرضى أثناء نقب الجمجمة. في عام 972 بعد الميلاد، استخدم شقيقان جراحان من بارامارا، التي تُعرف اليوم بالهند، «الساموهين» بهدف تهدئة مريض أثناء استئصال ورم صغير في دماغه، ثم إيقاظه من خلال سكب البصل والخل في فمه. منذ ذلك الحين، اشتُقت مجموعة متعددة من الممزوجات المستخدمة في تهدئة المرضى خلال جراحة الدماغ. تتمثل إحدى أحدث أشكال التخدير العصبي في مزيج من ثنائي أكسيد الكربون، والهيدروجين والنيتروجين. اكتُشف هذا المزيج في القرن الثامن عشر بواسطة همفري ديفي وبدأ استخدامه في غرفة العمليات بفضل أستلي كوبر.

## أقسام الجراحة العصبية
الجراحة العصبية العامة تشمل معظم حالات الإصابة العصبية (كإصابات الرأس والعمود الفقري) والحالات الطارئة كجلطات الدماغ النزفية وحالات الإستسقاء الدماغي الحادة. ولكن توجد تخصصات دقيقة لجراحة المخ والأعصاب والتي قد لا تتوفر إلا في المراكز المتخصصة والمرجعية حيث يتم علاج الحالات المعقدة والتي تحتاج إلى أجهزة وأدوات خاصة، كما أنها تحتاج إلى جراحي مخ وأعصاب حاصلين على زمالة دقيقة بعد التخصص العام ومن هذه الأقسام:
- الجراحة العصبية للأوعية الدموية
- الجراحة العصبية الوظيفية
- الجراحة العصبية للأورام
- الجراحة العصبية لقاع الجمجمة
- الجراحة العصبية للعمود الفقري والحبل الشوكي
- الجراحة العصبية للأعصاب الطرفية
- الجراحة العصبية للأطفال
- العلاج العصبي بالأشعة التداخلية
- الرعاية العصبية المركزة

## تاريخ الجراحة العصبية

### ما قبل التاريخ
بدأت جراحة المخ بشكل بدائي في عصر ما قبل التاريخ بما يعرف بثقب الجمجمة (نقب الجمجمة) حيث تعتبر هذه العملية أقدم الجراحات المعروفة وقد ظهرت في العصر الحجري الحديث.

### حضارة مصر القديمة

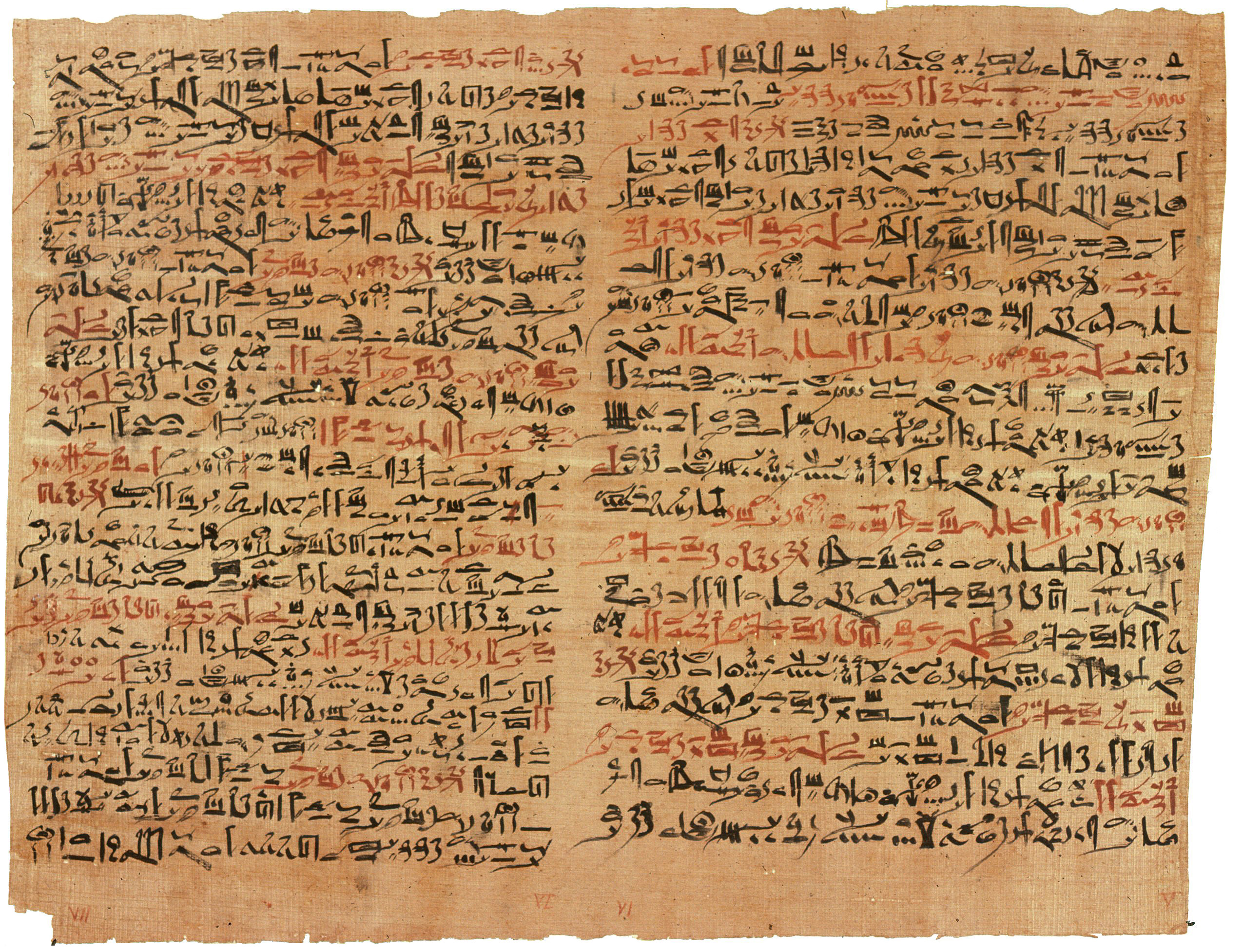
الألواح 6 و7 من بردية إدوين سميث في غرفة الكتب النادرة, أكاديمية نيويورك للطب

بردية إدوين سميث تعتبر أقدم مخطوطة تصف إصابات الرأس في التاريخ.